# Damir Ceter
Damir Céter Valencia (Buenaventura, 2 novembre 1997) è un calciatore colombiano, attaccante del Jaguares.

## Caratteristiche tecniche
Centravanti molto fisico, può essere utilizzato sia come boa offensiva che come finalizzatore; per le sue caratteristiche è stato paragonato al connazionale Duván Zapata. Per il suo stile di gioco ha dichiarato di ispirarsi a Radamel Falcao e a Gonzalo Higuaín.
Per l'imponente stazza fisica è stato soprannominato Golia, come il leggendario gigante.

## Carriera

### Club

#### Inizi in Colombia
Nel 2014 Céter debutta a livello professionistico nella cadetteria colombiana, con la maglia dell'Universitario Popayán. Nella squadra universitaria colleziona in due stagioni 22 presenze e 4 reti in campionato.
Nel 2016 si trasferisce al Deportes Quindío.
Nel 2017 passa in prestito all’Independiente Santa Fe. Il 2 aprile fa il suo esordio subentrando a partita in corso contro l’Independiente Medellín. Il 23 aprile segna la rete del momentaneo vantaggio contro il Rionegro Águilas. Conclude anzitempo la sua stagione il 23 luglio, a seguito di una lesione al menisco del ginocchio sinistro subita in allenamento.

#### Cagliari e vari prestiti
A gennaio 2018, al termine del prestito, fa momentaneamente ritorno al Deportes Quindío, ma nella sessione di calciomercato invernale viene acquistato dal Cagliari firmando un contratto fino al 2022.
Ha debuttato con la primavera del Cagliari il 10 febbraio 2018 contro la Ternana. Debutta con la prima squadra subentrando al 77º minuto ad Han Kwang-Song nella gara vinta per 1-2 in trasferta contro il Benevento.
A luglio 2018, passa in prestito per una stagione all'Olbia in Serie C; debutta con i sardi il 5 agosto 2018, realizzando la rete del definitivo 1-1 nel derby casalingo di Coppa Italia Serie C contro l'Arzachena. Al debutto in campionato segna nella vittoria contro l’Albissola (2-3). Terminata la stagione con 11 reti, a fine anno viene nuovamente ceduto in prestito dal Cagliari, questa volta in Serie B al Chievo. A fine stagione viene ceduto nuovamente in prestito, questa volta al Pescara.Con i delfini colleziona 5 reti, tuttavia non riesce ad evitare la retrocessione in Serie C della squadra.

#### Ritorno a Cagliari
Torna al Cagliari per la stagione 2021-2022, in cui segna il suo primo gol nella vittoria per 3-1 contro il Cittadella del 15 dicembre di Coppa Italia, partita oltretutto passata alla storia come prima con un arbitro donna ad arbitrare una squadra di Serie A italiana. Al termine della stagione rimane svincolato.

#### Bari e Virtus Verona
Il 26 luglio 2022 firma un contratto annuale con il Bari, neopromosso in Serie B. Conclude l'annata con 14 presenze tra campionato e play-off, contraddistinta da frequenti problemi fisici.
Dopo essersi svincolato dal Bari, il 18 ottobre 2023 firma un contratto fino al termine della stagione con la Virtus Verona, in Serie C.

### Nazionale
Nel 2017 viene convocato nell'Under-20 colombiana per prendere parte al Campionato sudamericano di calcio Under-20. Segna due gol nelle prime due partite, contro Paraguay ed Ecuador, ma poi si procura un infortunio all'adduttore destro e non prende più parte ai successivi impegni.

## Statistiche

### Presenze e reti nei club
Statistiche aggiornate al 29 aprile 2024.
| Stagione             | Squadra               | Campionato           | Campionato | Campionato | Coppe nazionali | Coppe nazionali | Coppe nazionali | Coppe continentali | Coppe continentali | Coppe continentali | Altre coppe | Altre coppe | Altre coppe | Totale | Totale |
| Stagione             | Squadra               | Comp                 | Pres       | Reti       | Comp            | Pres            | Reti            | Comp               | Pres               | Reti               | Comp        | Pres        | Reti        | Pres   | Reti   |
| -------------------- | --------------------- | -------------------- | ---------- | ---------- | --------------- | --------------- | --------------- | ------------------ | ------------------ | ------------------ | ----------- | ----------- | ----------- | ------ | ------ |
| 2014                 | Universitario Popayán | B                    | 7          | 0          | CC              | 2               | 1               | -                  | -                  | -                  | -           | -           | -           | 9      | 1      |
| 2015                 | Universitario Popayán | B                    | 15         | 4          | -               | -               | -               | -                  | -                  | -                  | -           | -           | -           | 15     | 4      |
| Totale Universitario | Totale Universitario  | Totale Universitario | 22         | 4          |                 | 2               | 1               |                    | -                  | -                  |             | -           | -           | 24     | 5      |
| 2016                 | Deportes Quindío      | B                    | 25         | 14         | CC              | 3               | 0               | -                  | -                  | -                  | -           | -           | -           | 28     | 14     |
| 2017                 | Santa Fe              | A                    | 10         | 1          | CC              | 1               | 0               | CL+CS              | 4+1                | 1+0                | -           | -           | -           | 15     | 2      |
| gen.-giu. 2018       | Cagliari              | A                    | 6          | 0          | CI              | -               | -               | -                  | -                  | -                  | -           | -           | -           | 6      | 0      |
| 2018-2019            | Olbia                 | C                    | 33         | 11         | CI-C            | 2               | 2               | -                  | -                  | -                  | -           | -           | -           | 35     | 13     |
| 2019-2020            | Chievo                | B                    | 23+1       | 2          | CI              | 0               | 0               | -                  | -                  | -                  | -           | -           | -           | 24     | 2      |
| 2020-2021            | Pescara               | B                    | 28         | 5          | CI              | 1               | 0               | -                  | -                  | -                  | -           | -           | -           | 29     | 5      |
| 2021-2022            | Cagliari              | A                    | 1          | 0          | CI              | 1               | 1               | -                  | -                  | -                  | -           | -           | -           | 2      | 1      |
| Totale Cagliari      | Totale Cagliari       | Totale Cagliari      | 7          | 0          |                 | 1               | 1               |                    | -                  | -                  |             | -           | -           | 8      | 1      |
| 2022-2023            | Bari                  | B                    | 12+2       | 0          | CI              | 1               | 0               | -                  | -                  | -                  | -           | -           | -           | 14     | 0      |
| 2023-2024            | Virtus Verona         | C                    | 20         | 3          | CI-C            | -               | -               | -                  | -                  | -                  | -           | -           | -           | 20     | 3      |
| Totale carriera      | Totale carriera       | Totale carriera      | 183        | 40         |                 | 11              | 4               |                    | 5                  | 1                  |             | -           | -           | 199    | 45     |

## Palmarès

### Club

#### Competizioni nazionali
- Súper Liga: 1

Santa Fe: 2017